# Collegio di Foyle
Foyle è un collegio elettorale nordirlandese della Camera dei Comuni del Parlamento del Regno Unito. Elegge un membro del Parlamento con il sistema maggioritario a turno unico. Il rappresentante del collegio, dal 2019, è Colum Eastwood del Partito Social Democratico e Laburista.

## Estensione
- 1983-1997: distretto di Londonderry, e i ward del distretto di Strabane di Artigarvan, Dunnamanagh, East, North, Slievekirk, South e West.
- 1997-2010: distretto di Derry.
- dal 2010: i ward del distretto di Derry di Altnagelvin, Ballynashallog, Beechwood, Brandywell, Carn Hill, Caw, Clondermot, Creggan Central, Creggan South, Crevagh, Culmore, Ebrington, Eglinton, Enagh, Foyle Springs, Holly Mount, Kilfennan, Lisnagelvin, New Buildings, Pennyburn, Rosemount, Shantallow East, Shantallow West, Springtown, Strand, The Diamond, Victoria e Westland.

Il collegio fu creato con la revisione dei confini del 1983, e i collegi dell'Irlanda del Nord vennero aumentati da 12 a 17. Foyle è composto prevalentemente da quello che in precedenza era il collegio di Londonderry. Con le ulteriori revisioni del 1995 (quando perse parti del distretto di Strabane a favore di West Tyrone), e fino alla revisione del 2008, coprì l'esatta area della città di Derry.

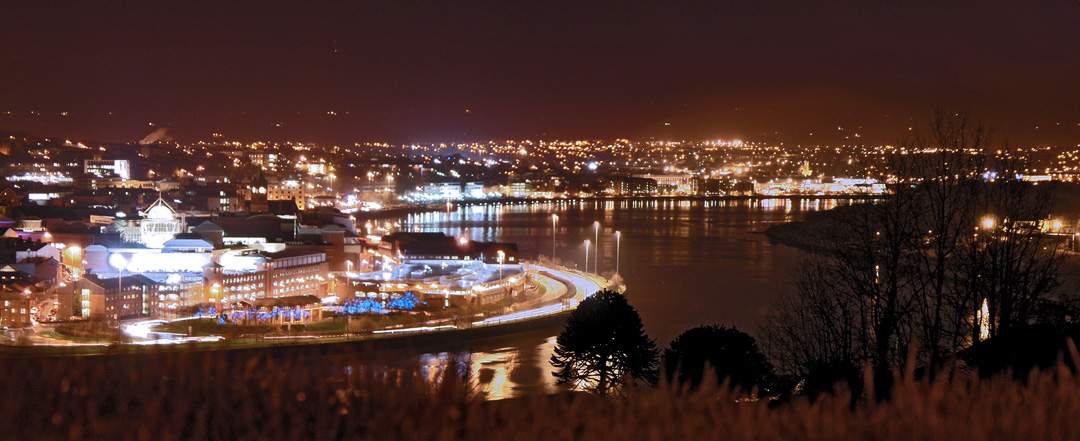
Il fiume Foyle di notte

Il nome proviene dal fiume Foyle su cui sorge la città e viene utilizzato per evitare la disputa tra Derry e Londonderry, ma anche perché in origine comprendeva anche aree della contea di Tyrone.
Prima delle elezioni generali nel Regno Unito del 2010, fu approvato il trasferimento dei ward di Claudy e Banagher a East Londonderry, tramite un ordine parlamentare nordirlandese del 2008.

## Storia
Il collegio ha una predominanza schiacciante di nazionalisti e in molte elezioni presenta il più forte sostegno al Partito Social Democratico e Laburista (SDLP) nell'intera Irlanda del Nord.
Vi erano state supposizioni che con il graduale ritiro di John Hume dalla politica, il voto al SDLP sarebbe crollato. Alle elezioni per l'Assemblea dell'Irlanda del Nord del 2003 il SDLP perse l'11,5% dei voti e rimase in testa per pochissimo, davanti a Sinn Féin. Il ritiro di Hume portò molti a domandarsi se Mark Durkan, il successore di Hume come leader del partito, sarebbe riuscito a mantenere il seggio. Tuttavia, alle elezioni generali nel Regno Unito del 2005 riuscì a vincere nel collegio. La diminuzione dei voti unionisti suggerisce il fatto che alcuni elettori unionisti votarono tatticamente per Durkan.
Durkan riconquistò il seggio alle elezioni generali del 2010; il collegio di Foyle assegnò anche al Partito dell'Alleanza la peggior percentuale di voti in Irlanda del Nord, con solo lo 0,6%.
Durkan fu rieletto per un terzo mandato alle elezioni generali del 2015, incrementando la sua percentuale di voti al 47,9%, con un distacco di 6.046 voti rispetto al secondo candidato di Sinn Féin.
Il seggio venne conquistato da Sinn Féin alle elezioni generali del 2017, che ottenne circa 170 voti più di Durkan e passò al Partito Social Democratico e Laburista nel 2019.

## Membri del parlamento
| Elezione | Elezione    | Deputato         | Partito   |
| -------- | ----------- | ---------------- | --------- |
|          | 1983        | John Hume        | SDLP      |
| 2005     | Mark Durkan |                  | SDLP      |
|          | 2017        | Elisha McCallion | Sinn Féin |
|          | 2019        | Colum Eastwood   | SDLP      |

## Risultati elettorali

### Elezioni negli anni 2020
| Partito                    | Partito                           | Candidato                  | Risultati 4 luglio 2024 | Risultati 4 luglio 2024 |
| Partito                    | Partito                           | Candidato                  | Voti                    | %                       |
| -------------------------- | --------------------------------- | -------------------------- | ----------------------- | ----------------------- |
|                            | SDLP                              | Colum Eastwood             | 15 647                  | 40,79                   |
|                            | Sinn Féin                         | Sandra Duffy               | 11 481                  | 29,93                   |
|                            | DUP                               | Gary Middleton             | 3 915                   | 10,21                   |
|                            | Popolo Prima del Profitto         | Shaun Harkin               | 2 444                   | 6,37                    |
|                            | Indipendente                      | Anne McCloskey             | 1 519                   | 3,96                    |
|                            | UUP                               | Janice Montgomery          | 1 422                   | 3,71                    |
|                            | Alleanza                          | Rachael Ferguson           | 1 268                   | 3,31                    |
|                            | Aontù                             | John Boyle                 | 662                     | 1,73                    |
|                            |                                   |                            |                         |                         |
| Iscritti                   | Iscritti                          | Iscritti                   | 73 496                  | 100,00                  |
| ↳ Votanti (% su iscritti)  | ↳ Votanti (% su iscritti)         | ↳ Votanti (% su iscritti)  | 38 358                  | 52,19                   |
| ↳ Astenuti (% su iscritti) | ↳ Astenuti (% su iscritti)        | ↳ Astenuti (% su iscritti) | 35 138                  | 47,81                   |
|                            |                                   |                            |                         |                         |
|                            | Esito: collegio confermato a SDLP |                            |                         |                         |

### Elezioni negli anni 2010
| Partito                    | Partito                                   | Candidato                  | Risultati 12 dicembre 2019 | Risultati 12 dicembre 2019 |
| Partito                    | Partito                                   | Candidato                  | Voti                       | %                          |
| -------------------------- | ----------------------------------------- | -------------------------- | -------------------------- | -------------------------- |
|                            | SDLP                                      | Colum Eastwood             | 26 881                     | 57,02                      |
|                            | Sinn Féin                                 | Elisha McCallion           | 9 771                      | 20,73                      |
|                            | DUP                                       | Gary Middleton             | 4 772                      | 10,12                      |
|                            | Aontù                                     | Anne McCloskey             | 2 032                      | 4,31                       |
|                            | Popolo Prima del Profitto                 | Shaun Harkin               | 1 332                      | 2,83                       |
|                            | Alleanza                                  | Rachael Ferguson           | 1 267                      | 2,69                       |
|                            | UUP                                       | Darren Guy                 | 1 088                      | 2,31                       |
|                            |                                           |                            |                            |                            |
| Iscritti                   | Iscritti                                  | Iscritti                   | 74 360                     | 100,00                     |
| ↳ Votanti (% su iscritti)  | ↳ Votanti (% su iscritti)                 | ↳ Votanti (% su iscritti)  | 47 144                     | 63,40                      |
| ↳ Astenuti (% su iscritti) | ↳ Astenuti (% su iscritti)                | ↳ Astenuti (% su iscritti) | 27 216                     | 36,60                      |
|                            |                                           |                            |                            |                            |
|                            | Esito: collegio passa da Sinn Féin a SDLP |                            |                            |                            |

| Partito                    | Partito                                   | Candidato                  | Risultati 8 giugno 2017 | Risultati 8 giugno 2017 |
| Partito                    | Partito                                   | Candidato                  | Voti                    | %                       |
| -------------------------- | ----------------------------------------- | -------------------------- | ----------------------- | ----------------------- |
|                            | Sinn Féin                                 | Elisha McCallion           | 18 256                  | 39,72                   |
|                            | SDLP                                      | Mark Durkan                | 18 087                  | 39,35                   |
|                            | DUP                                       | Gary Middleton             | 7 398                   | 16,09                   |
|                            | Popolo Prima del Profitto                 | Shaun Harkin               | 1 377                   | 3,00                    |
|                            | Alleanza                                  | John Doherty               | 847                     | 1,84                    |
|                            |                                           |                            |                         |                         |
| Iscritti                   | Iscritti                                  | Iscritti                   | 70 544                  | 100,00                  |
| ↳ Votanti (% su iscritti)  | ↳ Votanti (% su iscritti)                 | ↳ Votanti (% su iscritti)  | 46 136                  | 65,40                   |
| ↳ Astenuti (% su iscritti) | ↳ Astenuti (% su iscritti)                | ↳ Astenuti (% su iscritti) | 24 408                  | 34,60                   |
|                            |                                           |                            |                         |                         |
|                            | Esito: collegio passa da SDLP a Sinn Féin |                            |                         |                         |

| Partito                    | Partito                           | Candidato                  | Risultati 7 maggio 2015 | Risultati 7 maggio 2015 |
| Partito                    | Partito                           | Candidato                  | Voti                    | %                       |
| -------------------------- | --------------------------------- | -------------------------- | ----------------------- | ----------------------- |
|                            | SDLP                              | Mark Durkan                | 17 725                  | 47,90                   |
|                            | Sinn Féin                         | Gearóid Ó hEára            | 11 679                  | 31,56                   |
|                            | DUP                               | Gary Middleton             | 4 573                   | 12,36                   |
|                            | UUP                               | Julia Kee                  | 1 226                   | 3,31                    |
|                            | Alleanza                          | David Hawthorne            | 835                     | 2,26                    |
|                            | UKIP                              | Kyle Thompson              | 832                     | 2,25                    |
|                            | Conservatori                      | Hamish Badenoch            | 132                     | 0,36                    |
|                            |                                   |                            |                         |                         |
| Iscritti                   | Iscritti                          | Iscritti                   | 70 080                  | 100,00                  |
| ↳ Votanti (% su iscritti)  | ↳ Votanti (% su iscritti)         | ↳ Votanti (% su iscritti)  | 37 002                  | 52,80                   |
| ↳ Astenuti (% su iscritti) | ↳ Astenuti (% su iscritti)        | ↳ Astenuti (% su iscritti) | 33 078                  | 47,20                   |
|                            |                                   |                            |                         |                         |
|                            | Esito: collegio confermato a SDLP |                            |                         |                         |

| Partito                    | Partito                           | Candidato                  | Risultati 6 maggio 2010 | Risultati 6 maggio 2010 |
| Partito                    | Partito                           | Candidato                  | Voti                    | %                       |
| -------------------------- | --------------------------------- | -------------------------- | ----------------------- | ----------------------- |
|                            | SDLP                              | Mark Durkan                | 16 922                  | 44,66                   |
|                            | Sinn Féin                         | Martina Anderson           | 12 098                  | 31,93                   |
|                            | DUP                               | Maurice Devenney           | 4 489                   | 11,85                   |
|                            | Popolo Prima del Profitto         | Eamonn McCann              | 2 936                   | 7,75                    |
|                            | UCU-NF                            | David Harding              | 1 221                   | 3,22                    |
|                            | Alleanza                          | Keith McGrellis            | 223                     | 0,59                    |
|                            |                                   |                            |                         |                         |
| Iscritti                   | Iscritti                          | Iscritti                   | 65 893                  | 100,00                  |
| ↳ Votanti (% su iscritti)  | ↳ Votanti (% su iscritti)         | ↳ Votanti (% su iscritti)  | 37 889                  | 57,50                   |
| ↳ Astenuti (% su iscritti) | ↳ Astenuti (% su iscritti)        | ↳ Astenuti (% su iscritti) | 28 004                  | 42,50                   |
|                            |                                   |                            |                         |                         |
|                            | Esito: collegio confermato a SDLP |                            |                         |                         |

### Elezioni negli anni 2000
| Partito                    | Partito                           | Candidato                  | Risultati 5 maggio 2005 | Risultati 5 maggio 2005 |
| Partito                    | Partito                           | Candidato                  | Voti                    | %                       |
| -------------------------- | --------------------------------- | -------------------------- | ----------------------- | ----------------------- |
|                            | SDLP                              | Mark Durkan                | 21 119                  | 46,30                   |
|                            | Sinn Féin                         | Mitchel McLaughlin         | 15 162                  | 33,24                   |
|                            | DUP                               | William Hay                | 6 557                   | 14,38                   |
|                            | Socialista Ambientalista          | Eamonn McCann              | 1 649                   | 3,62                    |
|                            | UUP                               | Earl Storey                | 1 091                   | 2,39                    |
|                            | Rainbow Dream Ticket              | Ben Reel                   | 31                      | 0,07                    |
|                            |                                   |                            |                         |                         |
| Iscritti                   | Iscritti                          | Iscritti                   | 69 209                  | 100,00                  |
| ↳ Votanti (% su iscritti)  | ↳ Votanti (% su iscritti)         | ↳ Votanti (% su iscritti)  | 45 609                  | 65,90                   |
| ↳ Astenuti (% su iscritti) | ↳ Astenuti (% su iscritti)        | ↳ Astenuti (% su iscritti) | 23 600                  | 34,10                   |
|                            |                                   |                            |                         |                         |
|                            | Esito: collegio confermato a SDLP |                            |                         |                         |

| Partito                    | Partito                           | Candidato                  | Risultati 7 giugno 2001 | Risultati 7 giugno 2001 |
| Partito                    | Partito                           | Candidato                  | Voti                    | %                       |
| -------------------------- | --------------------------------- | -------------------------- | ----------------------- | ----------------------- |
|                            | SDLP                              | John Hume                  | 24 538                  | 50,20                   |
|                            | Sinn Féin                         | Mitchel McLaughlin         | 12 988                  | 26,57                   |
|                            | DUP                               | William Hay                | 7 414                   | 15,17                   |
|                            | UUP                               | Andrew Davidson            | 3 360                   | 6,87                    |
|                            | Alleanza                          | Colm Cavanagh              | 579                     | 1,18                    |
|                            |                                   |                            |                         |                         |
| Iscritti                   | Iscritti                          | Iscritti                   | 70 941                  | 100,00                  |
| ↳ Votanti (% su iscritti)  | ↳ Votanti (% su iscritti)         | ↳ Votanti (% su iscritti)  | 48 879                  | 68,90                   |
| ↳ Astenuti (% su iscritti) | ↳ Astenuti (% su iscritti)        | ↳ Astenuti (% su iscritti) | 22 062                  | 31,10                   |
|                            |                                   |                            |                         |                         |
|                            | Esito: collegio confermato a SDLP |                            |                         |                         |

## Risultati dei referendum

### Referendum sulla permanenza del Regno Unito nell'Unione europea del 2016
|                  | Collegio    | Lasciare UE % | Rimanere in UE % |
| ---------------- | ----------- | ------------- | ---------------- |
|                  | Foyle       | 21,70%        | 78,30%           |
| Irlanda del Nord | 44,22%      | 55,78%        |                  |
|                  | Regno Unito | 51,89%        | 48,11%           |

Foyle è stato il quarto collegio del Regno Unito con la più alta percentuale di voti a favore della permanenza nell'Unione europea.